# Skoger
Skoger este o localitate din comuna Drammen și Sande, provincia Buskerud, Norvegia, cu o suprafață de  km² și o populație de  locuitori (2013).